# The Passion of Muhammad Ali
The Passion of Muhammad Ali est une photographie du boxeur américain Mohamed Ali prise par George Lois de son studio de New York, et parue en couverture du magazine Esquire en avril 1968. 

## Description
Elle représente le champion debout en short blanc et chaussures blanches sur un fond blanc, son torse nu transpercé par des flèches. Immortalisé alors qu'il est conspué pour avoir refusé d'intégrer l'armée américaine alors en pleine guerre du Viêt Nam du fait de ses convictions religieuses, Ali y copie la pose de saint Sébastien dans un tableau du peintre florentin Francesco Botticini conservé au Metropolitan Museum of Art de New York et qui représente le martyr romain persécuté pour sa foi expirant après avoir été atteint par plusieurs flèches. Jouant donc tout  à la fois du symbole pictural et religieux, la photographie constitue l'une des couvertures les plus célèbres de l'histoire de la presse écrite américaine,.

## Référence
1. 1 2  (en) Jill Hudson, « Muhammad Ali’s 1968 ‘Esquire’ cover is one of the greatest of all time », sur andscape.com, 31 mai 2017.
2. ↑   (en) Photo The Passion of Muhammad Ali (claytoncubitt.tumblr.com)
3. ↑  Nathalie Dietschy, « Dans la peau de saint Sébastien : Renee Cox et Samuel Fosso », Interrogations, no 16,‎ juin 2013 (lire en ligne ).

## Annexe